# Tarik Tissoudali
Tarik Tissoudali (Amsterdam, 2 april 1993) is een Marokkaans-Nederlands betaald voetballer die doorgaans speelt als linksbuiten. In juli 2025 verruilde hij PAOK Saloniki voor Khor Fakkan. Tissoudali maakte in 2022 zijn debuut in het Marokkaans voetbalelftal.

## Clubcarrière
Tissoudali speelde in de jeugd van DWS, Young Boys en Argon. Na zijn jeugdperiode kwam Tissoudali terecht bij Sparta Nijkerk. Hier tekende hij in 2014 een doorlopende verbintenis. Het contract betrof echter een clausule, waardoor hij kon overstappen naar een club in het betaald voetbal. Zodoende verhuisde hij datzelfde jaar naar Telstar, waar hij voor drie jaar tekende. Tissoudali debuteerde op 11 augustus 2014 voor die club in het betaald voetbal. Hij verloor die dag met zijn ploeggenoten met 3–0 van Jong Ajax. Hij begon in de basis en speelde het gehele duel mee. Tissoudali speelde twee seizoenen voor Telstar. In het tweede seizoen maakte hij negentien doelpunten in 36 competitiewedstrijden.
Tissoudali tekende in juli 2016 een contract tot medio 2020 bij Le Havre, op dat moment actief in de Ligue 2. De trainer die hem haalde, de Amerikaan Bob Bradley, werd er echter al gauw ontslagen, waarop er een communicatieprobleem optrad aangezien Tissoudali geen Frans sprak. In de eerste helft van het seizoen 2016/17 kwam hij niet in actie voor het eerste elftal en in de winterstop werd hij voor een half jaar op huurbasis gestald bij SC Cambuur. Het daaropvolgende seizoen werd hij door Le Havre opnieuw verhuurd, ditmaal aan het naar de Eredivisie gepromoveerde VVV-Venlo. Daar slaagde hij er echter niet in om een basisplek te veroveren. Eind januari 2018 maakte hij daarom op huurbasis de overstap naar eerstedivisionist De Graafschap.
Na een halfjaar in Doetinchem liet Tissoudali zijn verbintenis bij Le Havre ontbinden en hierop werd hij gecontracteerd door Beerschot. In zijn eerste seizoen speelde hij er als linksbuiten, maar in zijn tweede seizoen maakte trainer Hernán Losada van hem een schaduwspits. Eind januari 2021 kon Tissoudali zeer degelijke statistieken voorleggen: in negentien competitiewedstrijden had hij acht keer gescoord en zes assists afgeleverd – meer dan in zijn volledige debuutseizoen. Tijdens de wintertransferperiode van het seizoen 2020/21 kon Tissoudali, wiens contract op het einde van het seizoen afliep, rekenen op interesse van onder andere D.C. United (waar Hernán Losada trainer was geworden) en Fiorentina. De Nederlander koos echter voor AA Gent, waar hij zijn handtekening zette onder een verbintenis voor de duur van tweeënhalf jaar. In zijn debuutwedstrijd voor AA Gent tegen KAS Eupen maakte hij twee doelpunten en ook in de Beker van België was hij tegen KFC Heur-Tongeren goed voor een goal. Tijdens de tweede competitiewedstrijd van het seizoen 2022/23 viel Tissoudali tegen Sint-Truiden uit met een blessure aan zijn voorste kruisband, waardoor de verwachting was dat hij een halfjaar zou moeten toekijken. Begin december werd ondanks de blessure zijn contract opengebroken en met drie jaar verlengd tot medio 2026. In de voorbereiding van seizoen 2023/24 verruilde hij zijn rugnummer 34 bij AA Gent voor nummer 10.
Nadat hij in het seizoen 2023/24 voor de tweede maal boven de tien competitiedoelpunten kwam namens Gent werd Tissoudali overgenomen door PAOK Saloniki. De Griekse club betaalde circa 2,2 miljoen euro voor zijn overgang en gaf hem een contract voor twee jaar, met een optie op een seizoen extra. Na de eerste seizoenshelft werd Tissoudali verhuurd aan Khor Fakkan. De overgang werd in de zomer definitief gemaakt.

## Carrièrestatistieken
| Seizoen | Club            | Competitie             | Competitie | Competitie | Beker | Beker | Internationaal | Internationaal | Nacompetitie | Nacompetitie | Totaal | Totaal |
| Seizoen | Club            | Competitie             | Wed.       | Dlp.       | Wed.  | Dlp.  | Wed.           | Dlp.           | Wed.         | Dlp.         | Wed.   | Dlp.   |
| ------- | --------------- | ---------------------- | ---------- | ---------- | ----- | ----- | -------------- | -------------- | ------------ | ------------ | ------ | ------ |
| 2014/15 | Telstar         | Eerste divisie         | 37         | 4          | 1     | 0     | —              | —              | —            | —            | 38     | 4      |
| 2015/16 | Telstar         | Eerste divisie         | 36         | 19         | 2     | 0     | —              | —              | —            | —            | 38     | 19     |
| 2016/17 | Le Havre B      | Championnat National 2 | 9          | 2          | —     | —     | —              | —              | —            | —            | 9      | 2      |
| 2016/17 | → SC Cambuur    | Eerste divisie         | 18         | 7          | 2     | 0     | —              | —              | 2            | 0            | 22     | 7      |
| 2017/18 | → VVV-Venlo     | Eredivisie             | 11         | 1          | 3     | 0     | —              | —              | —            | —            | 14     | 1      |
| 2017/18 | → De Graafschap | Eerste divisie         | 16         | 9          | 0     | 0     | —              | —              | 4            | 1            | 20     | 10     |
| 2018/19 | Beerschot       | Eerste klasse B        | 34         | 7          | 3     | 0     | —              | —              | —            | —            | 37     | 7      |
| 2019/20 | Beerschot       | Eerste klasse B        | 20         | 5          | 2     | 0     | —              | —              | —            | —            | 22     | 5      |
| 2020/21 | Beerschot       | Eerste klasse A        | 19         | 8          | 0     | 0     | —              | —              | —            | —            | 19     | 8      |
| 2020/21 | AA Gent         | Eerste klasse A        | 14         | 5          | 3     | 1     | —              | —              | —            | —            | 17     | 6      |
| 2021/22 | AA Gent         | Eerste klasse A        | 34         | 21         | 5     | 2     | 13             | 4              | —            | —            | 52     | 27     |
| 2022/23 | AA Gent         | Eerste klasse A        | 12         | 2          | 1     | 0     | 2              | 0              | —            | —            | 15     | 2      |
| 2023/24 | AA Gent         | Eerste klasse A        | 35         | 15         | 2     | 1     | 14             | 5              | —            | —            | 51     | 21     |
| 2024/25 | PAOK Saloniki   | Super League           | 16         | 2          | 3     | 3     | —              | —              | 9            | 1            | 28     | 6      |
| 2024/25 | → Khor Fakkan   | UAE Pro League         | 12         | 6          | 0     | 0     | —              | —              | —            | —            | 12     | 6      |
| 2025/26 | Khor Fakkan     | UAE Pro League         | 0          | 0          | 0     | 0     | —              | —              | —            | —            | 0      | 0      |
| Totaal  | Totaal          | Totaal                 | 223        | 113        | 29    | 7     | 29             | 9              | 15           | 2            | 296    | 131    |

Bijgewerkt op 2 juli 2025.

## Interlandcarrière
Tissoudali werd in mei 2016 voor het eerst opgeroepen voor het Marokkaans beloftenteam. Hierin won hij tijdens zijn debuut op 5 juni 2016 met 1–0 van Kameroen –23. Hij tekende zelf voor het enige doelpunt. In december 2021 werd hij door bondscoach Vahid Halilhodžić opgeroepen voor de selectie van het Marokkaans voetbalelftal voor het uitgestelde Afrikaans kampioenschap 2021. Hij verving Abde Ezzalzouli, die zich had teruggetrokken uit de selectie. Tijdens de eerste groepswedstrijd van Marokko op het toernooi, op 10 januari 2022, tegen Ghana, maakte Tissoudali zijn debuut. Hij mocht twaalf minuten voor tijd invallen voor Imran Louza. Marokko won het duel met 1–0 door een treffer van Sofiane Boufal. Tissoudali kwam tijdens zijn vijfde interlandoptreden voor het eerst tot scoren, op 25 maart 2022 tegen Congo-Kinshasa. Dit was het eerste van twee duels in de play-offs voor het WK 2022. Congo-Kinshasa kwam door een treffer van Yoane Wissa op voorsprong en de voor Youssef En-Nesyri ingevallen Tissoudali scoorde een kwartier voor tijd op aangeven van Ayoub El Kaabi, waardoor het gelijk werd. Bij 1–1 zou het ook blijven. Vier dagen later was de terugwedstrijd in Marokko. Hier mocht Tissoudali in de basisopstelling beginnen en na het openingsdoelpunt van Azzedine Ounahi verdubbelde hij de voorsprong. Door een tweede treffer van Ounahi, een goal van Achraf Hakimi en een tegendoelpunt van Ben Malango won Marokko met 4–1, waarmee het zich plaatste voor het WK.
| Interlands van Tarik Tissoudali voor Marokko | Interlands van Tarik Tissoudali voor Marokko | Interlands van Tarik Tissoudali voor Marokko | Interlands van Tarik Tissoudali voor Marokko | Interlands van Tarik Tissoudali voor Marokko | Interlands van Tarik Tissoudali voor Marokko | Interlands van Tarik Tissoudali voor Marokko |
| №                                            | Datum                                        | Wedstrijd                                    | Uitslag                                      | Competitie                                   | Goals                                        |                                              |
| Als speler bij AA Gent                       | Als speler bij AA Gent                       | Als speler bij AA Gent                       | Als speler bij AA Gent                       | Als speler bij AA Gent                       | Als speler bij AA Gent                       | Als speler bij AA Gent                       |
| -------------------------------------------- | -------------------------------------------- | -------------------------------------------- | -------------------------------------------- | -------------------------------------------- | -------------------------------------------- | -------------------------------------------- |
| 1                                            | 10 januari 2022                              | Marokko – Ghana                              | 1 – 0                                        | AK 2021                                      |                                              |                                              |
| 2                                            | 14 januari 2022                              | Marokko – Comoren                            | 2 – 0                                        | AK 2021                                      |                                              |                                              |
| 3                                            | 18 januari 2022                              | Gabon – Marokko                              | 2 – 2                                        | AK 2021                                      |                                              |                                              |
| 4                                            | 30 januari 2022                              | Egypte – Marokko                             | 2 – 1                                        | AK 2021                                      |                                              |                                              |
| 5                                            | 25 maart 2022                                | Congo-Kinshasa – Marokko                     | 1 – 1                                        | WK 2022 kwalificatie                         | 76'                                          |                                              |
| 6                                            | 29 maart 2022                                | Marokko – Congo-Kinshasa                     | 4 – 1                                        | WK 2022 kwalificatie                         | 45+7'                                        |                                              |
| 7                                            | 2 juni 2022                                  | Verenigde Staten – Marokko                   | 3 – 0                                        | Vriendschappelijk                            |                                              |                                              |
| 8                                            | 9 juni 2022                                  | Marokko – Zuid-Afrika                        | 2 – 1                                        | AK 2023 kwalificatie                         |                                              |                                              |
| 9                                            | 13 juni 2022                                 | Liberia – Marokko                            | 0 – 2                                        | AK 2023 kwalificatie                         |                                              |                                              |
| 10                                           | 12 juni 2023                                 | Marokko – Kaapverdië                         | 0 – 0                                        | Vriendschappelijk                            |                                              |                                              |
| 11                                           | 17 juni 2023                                 | Zuid-Afrika – Marokko                        | 2 – 1                                        | AK 2023 kwalificatie                         |                                              |                                              |
| 12                                           | 17 oktober 2023                              | Marokko – Liberia                            | 3 – 0                                        | AK 2023 kwalificatie                         |                                              |                                              |
| 13                                           | 21 november 2023                             | Tanzania – Marokko                           | 0 – 2                                        | WK 2026 kwalificatie                         |                                              |                                              |
| 14                                           | 24 januari 2024                              | Zambia – Zuid-Afrika                         | 0 – 1                                        | AK 2023                                      |                                              |                                              |

Bijgewerkt op 2 juli 2025.

## Erelijst
| Beker van België | 1 | 2021/22 |